# Ateneo de Coro
El Ateneo de Coro es un espacio cultural localizado en la calle Federación frente a la plaza Bolívar de la ciudad de Coro, la capital del Estado Falcón, al noroccidente del país sudamericano de Venezuela.
En su diseño tiene elementos que datan de la época colonial, con dos patios, su sede fue donada por el gobierno del estado Falcón. Allí se realizan numerosos eventos entre ellos obras de teatro, conciertos y exposiciones.